# 단도

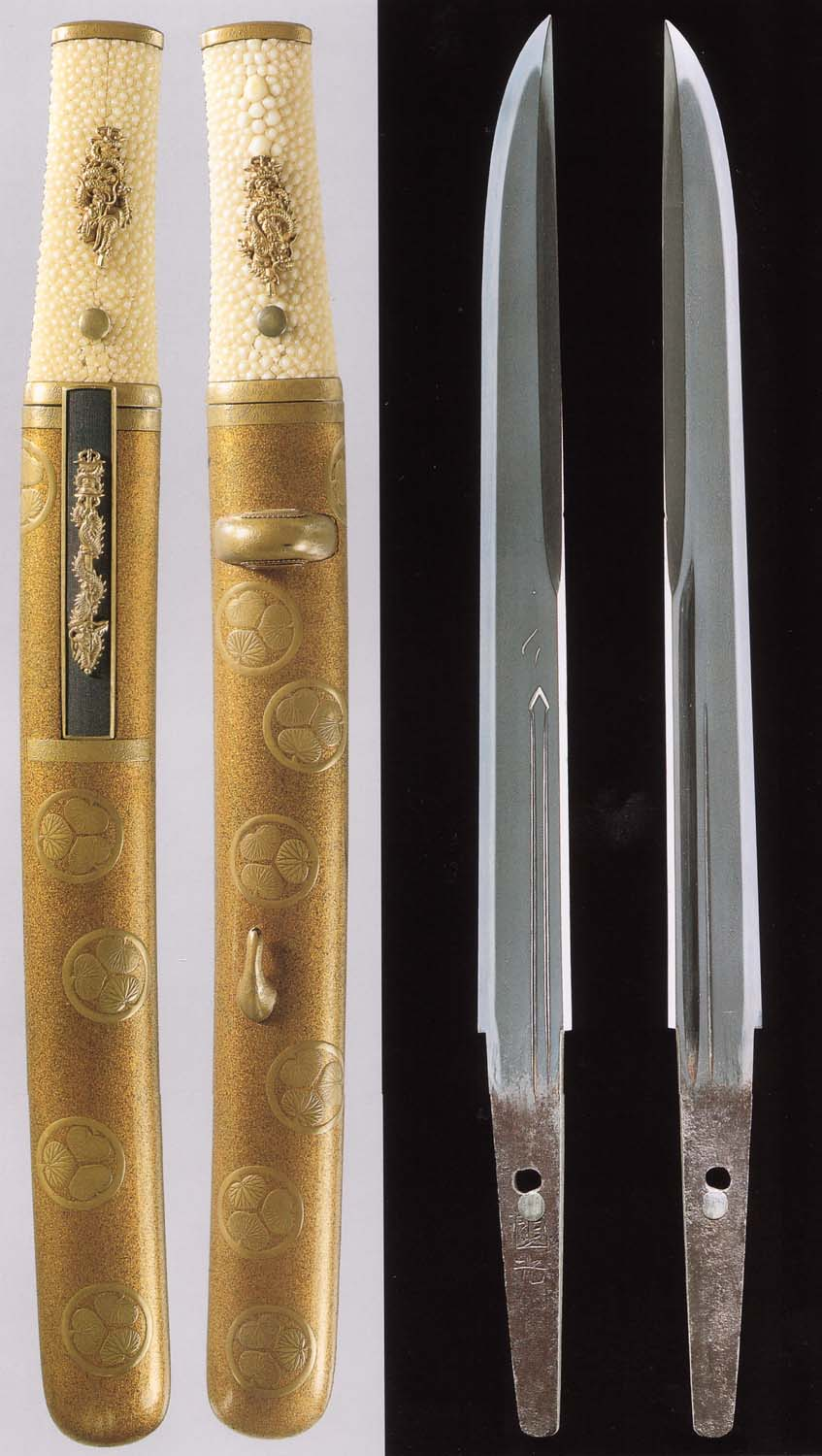
단도 신도고쿠니미쓰
(사노 미술관)

단도(일본어: 短刀, たんとう)는 길이 한 자(약 30.3cm) 이하의 일본도들을 가리키는 말이다. 칼날의 길이가 한 자를 넘지만 전형적인 단도의 양식을 취하고 있는 것들은 "슨노비 단도" (일본어: 寸延短刀 슨노비 단토[*])라 한다.

## 같이 보기
- 단검 목록
- 일본도